# Jeorjos Statis
Jeorjos Statis (gr. Γεώργιος Στάθης; ur. w 1906, zm. ?) – grecki strzelec, olimpijczyk.
Brał udział w igrzyskach olimpijskich w latach 1936 (Berlin), 1948 (Londyn) i 1952 (Helsinki). Startował w konkurencji pistoletu dowolnego z 50 metrów; w Berlinie zajął siódme miejsce, natomiast w Londynie i Helsinkach uplasował się odpowiednio na 44. i 43. miejscu.

## Wyniki olimpijskie
| Igrzyska | Konkurencja            | Wynik                           | Miejsce    | Źródło |
| -------- | ---------------------- | ------------------------------- | ---------- | ------ |
| IO 1936  | Pistolet dowolny, 50 m | 532 punkty (90-89-92-89-87-85)  | 7 (na 43)  | [ 1 ]  |
| IO 1948  | Pistolet dowolny, 50 m | 484 punkty (85-75-80-89-75-80)  | 44 (na 50) | [ 2 ]  |
| IO 1952  | Pistolet dowolny, 50 m | 496 punktów (75-91-95-80-75-80) | 43 (na 48) | [ 3 ]  |